# Fleischhalle
Die Fleischhalle war ein Metzgermarkt in Zürich. Sie wurde am 10. April 1866 eröffnet und 1962 abgerissen. Im Volksmund wurde sie Kalbshaxenmoschee genannt.

## Geschichte
1855 bis 1859 wurde zwischen dem heutigen Bellevue und dem Central das durchgehende Limmatquai erbaut. Es entwickelte sich zur neuen Hauptverkehrsader, an der von 1864 bis 1866 nach Plänen des Stadtbaumeisters Ludwig Hanhart in byzantinischem Stil anstelle des alten Schlachthauses die Fleischhalle erbaut wurde.
Aus hygienischen Gründen war es privaten Metzgereien nicht erlaubt, Fleischwaren anzubieten. Im Jahr der Eröffnung wurden das Verbot aufgehoben und der Fleischverkauf liberalisiert. Viele Metzger eröffneten nun ihr eigenes Geschäft, und bald war die Fleischhalle viel zu gross geworden. Gab es zu Beginn noch rund 40 Verkaufsstände, waren es im Jahr 1900 noch 19 und 1950 noch 6. 
1962 wurde die «Kalbshaxenmoschee» trotz heftiger Proteste von Architekten und Künstlern abgerissen.

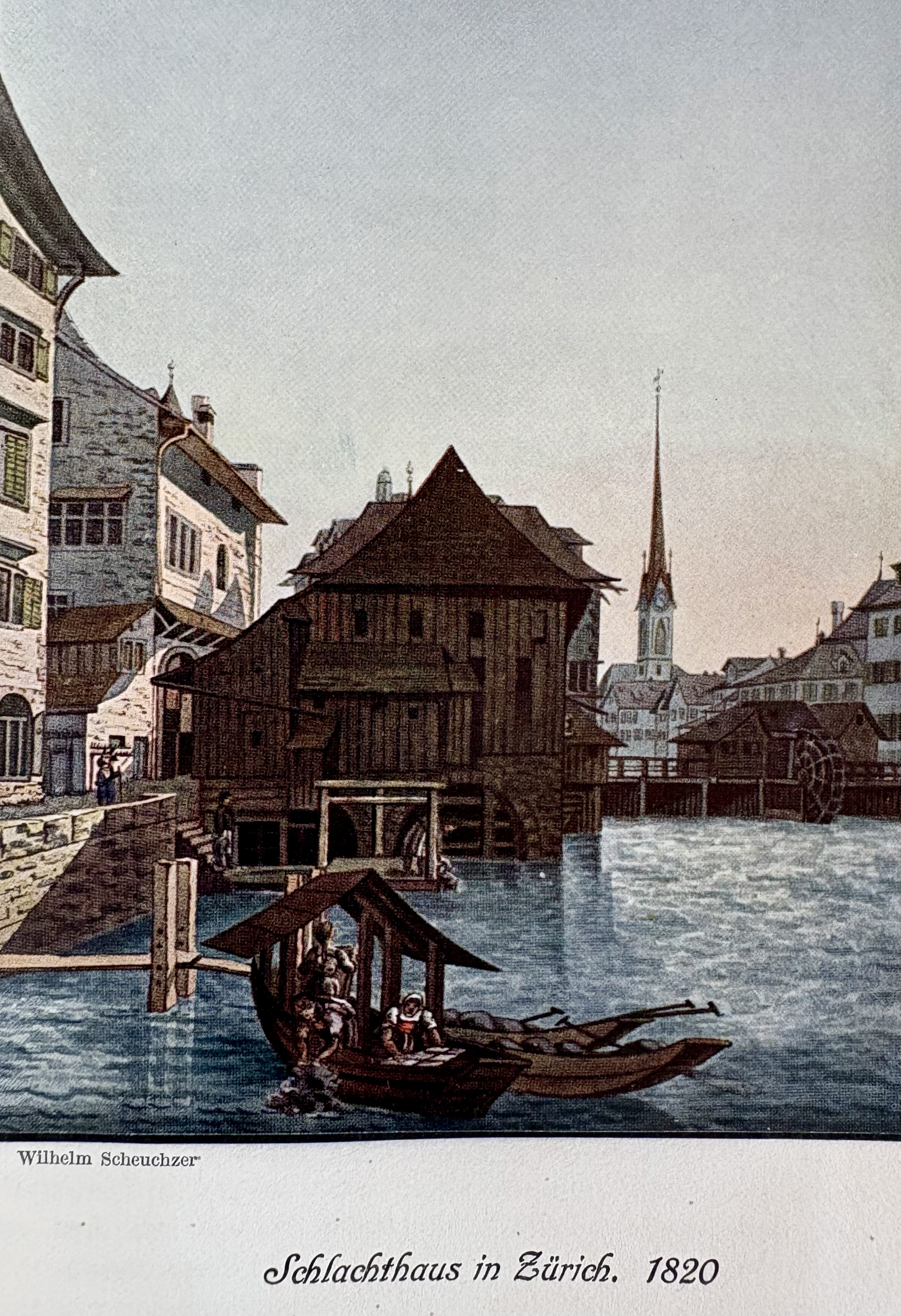
Das alte Schlachthaus, 1820
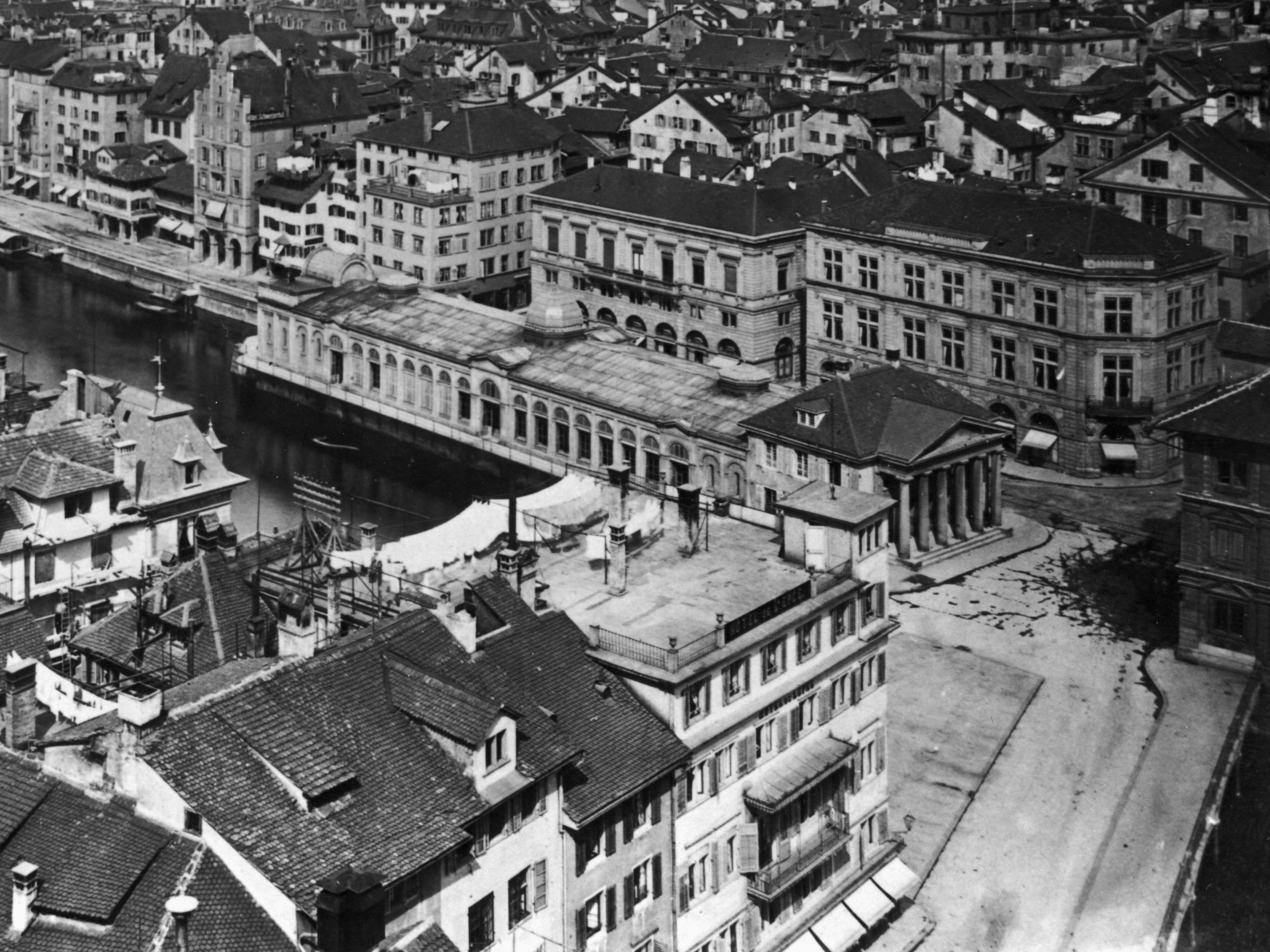
Rathausbrücke und Fleischhalle 1880, rechts davon die damalige Polizeihauptwache

## Umgestaltungspläne
In der Folge wurden diverse Umgestaltungspläne entwickelt. Diese waren mehr oder weniger beliebt, und so wurde ein grosser Teil der ehemaligen Fleischhalle zu einem freien Platz. Heute steht dort das Café Rathaus. Auf der Plattform nördlich davon stand in den Jahren 2014/2015 der Hafenkran der Kunstintervention Zürich Transit Maritim.

## Reste des Baus

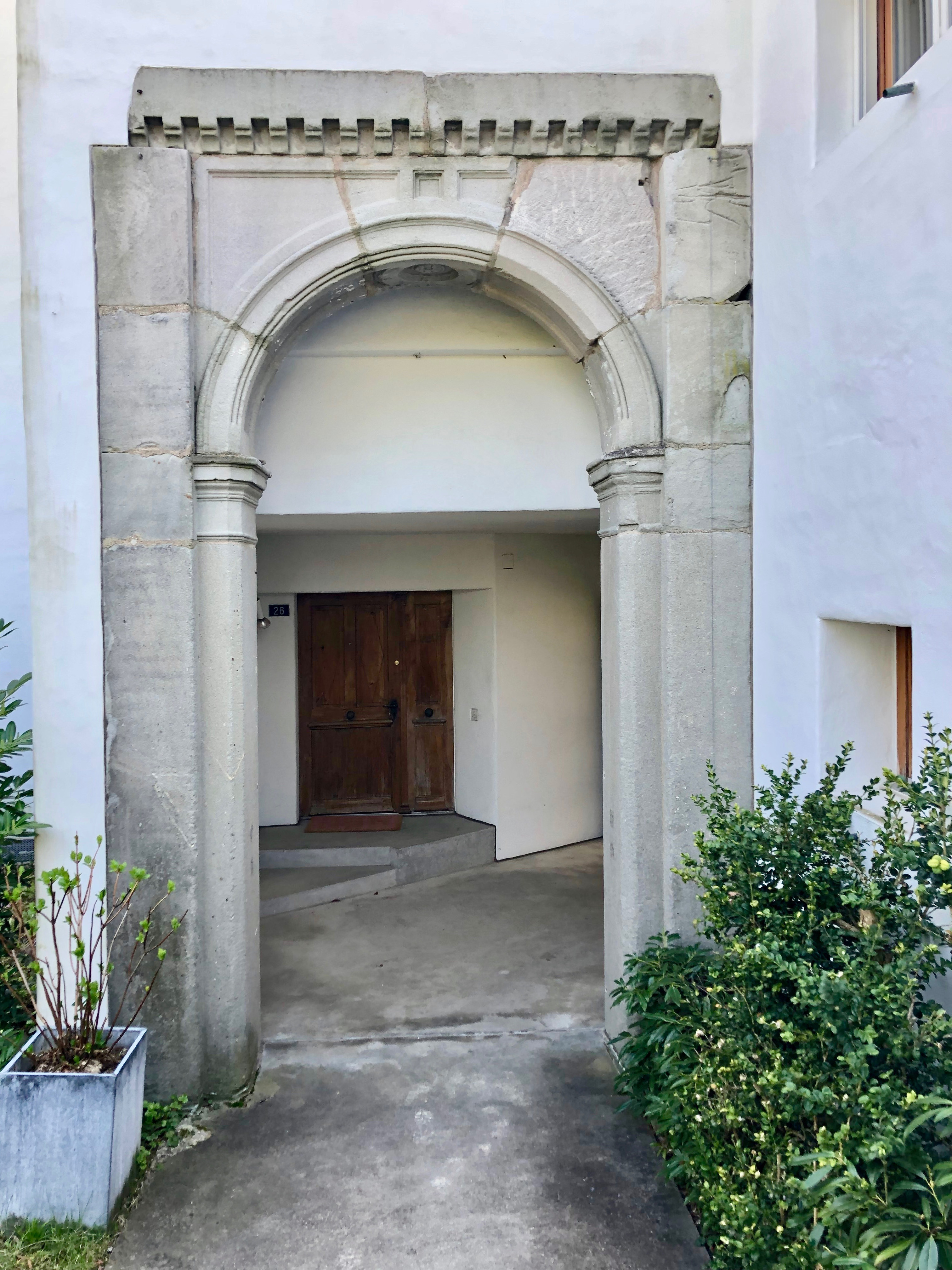
Eingangsportal der Siedlung Seldwyla in Zumikon

Ein Säulenportal fand als Haupteingang der Siedlung Seldwyla in Zumikon Verwendung.